# Domléger-Longvillers
Domléger-Longvillers (picardisch: Donnegé-Neuvilé) ist eine nordfranzösische Gemeinde mit 292 Einwohnern (Stand 1. Januar 2022) im Département Somme in der Region Hauts-de-France. Die Gemeinde liegt im Arrondissement Amiens und ist Teil der Communauté de communes du Territoire Nord Picardie und des Kantons Doullens.

## Geographie
Die Gemeinde mit ihren beiden Teilen Domléger im Norden und Longvillers im Süden liegt an Agenville angrenzend, mit dem es Schule und Mairie teilt, rund acht Kilometer westlich von Bernaville und 10,5 Kilometer östlich von Saint-Riquier auf der Hochfläche des Ponthieu.

## Geschichte
Im Zuge der Einfälle spanischer Truppen im Jahr 1647 wurden Souterrains („muches“) zum Schutz der Bevölkerung gegraben. Domléger und Longvillers schlossen sich zum 1. Oktober 1972 zu einer einheitlichen Gemeinde zusammen.

## Einwohner
| 1962 | 1968 | 1975 | 1982 | 1990 | 1999 | 2006 | 2011 |
| ---- | ---- | ---- | ---- | ---- | ---- | ---- | ---- |
| 175  | 183  | 312  | 255  | 257  | 267  | 265  | 282  |

## Sehenswürdigkeiten
- Kirche Saint-Léger in Domléger
- Kirche Saint-Lô in Longvillers; ihr Turm ist 2008 eingestürzt
- Kriegerdenkmäler in beiden Gemeindeteilen

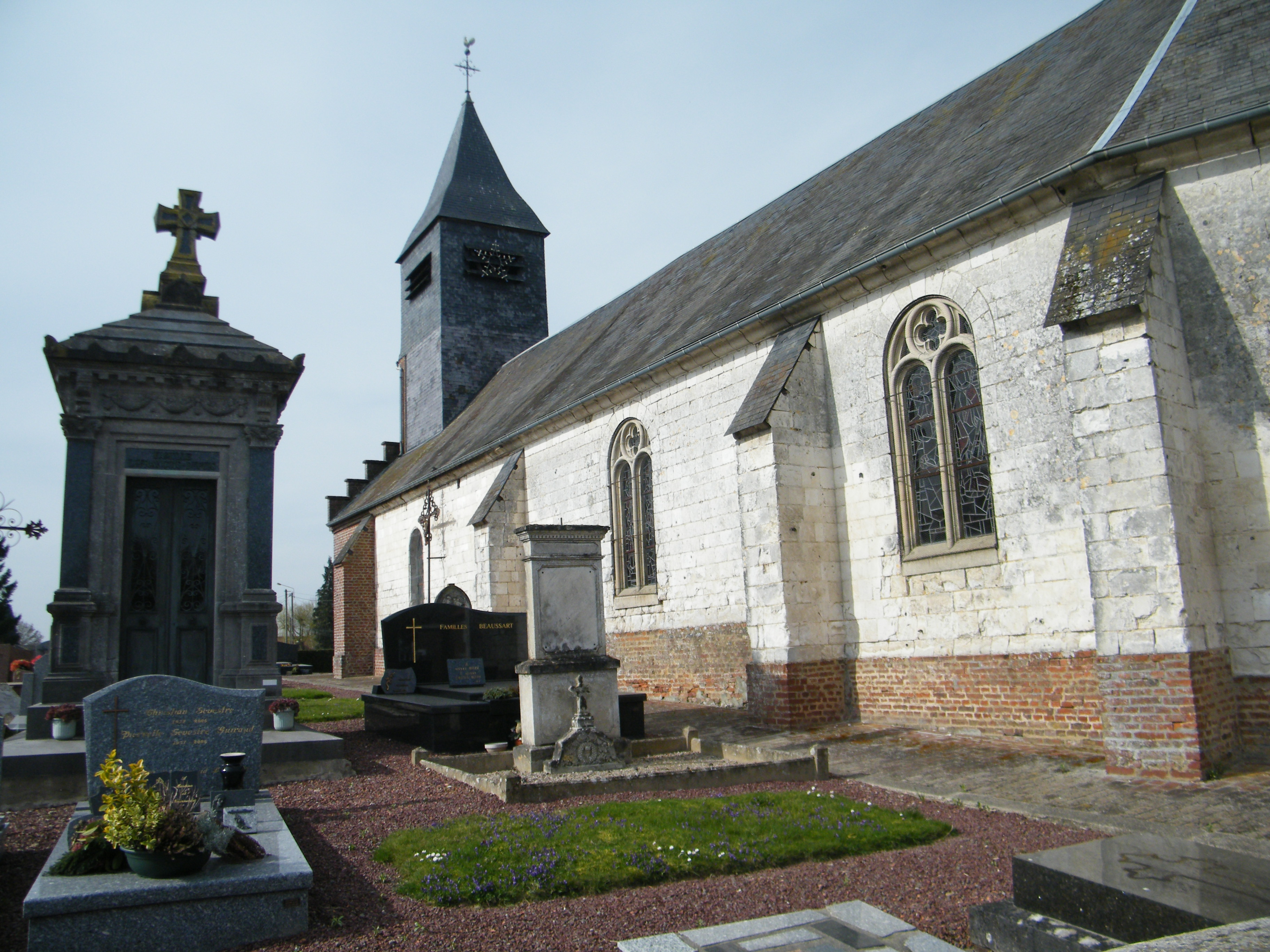
Kirche Saint-Léger in Domléger
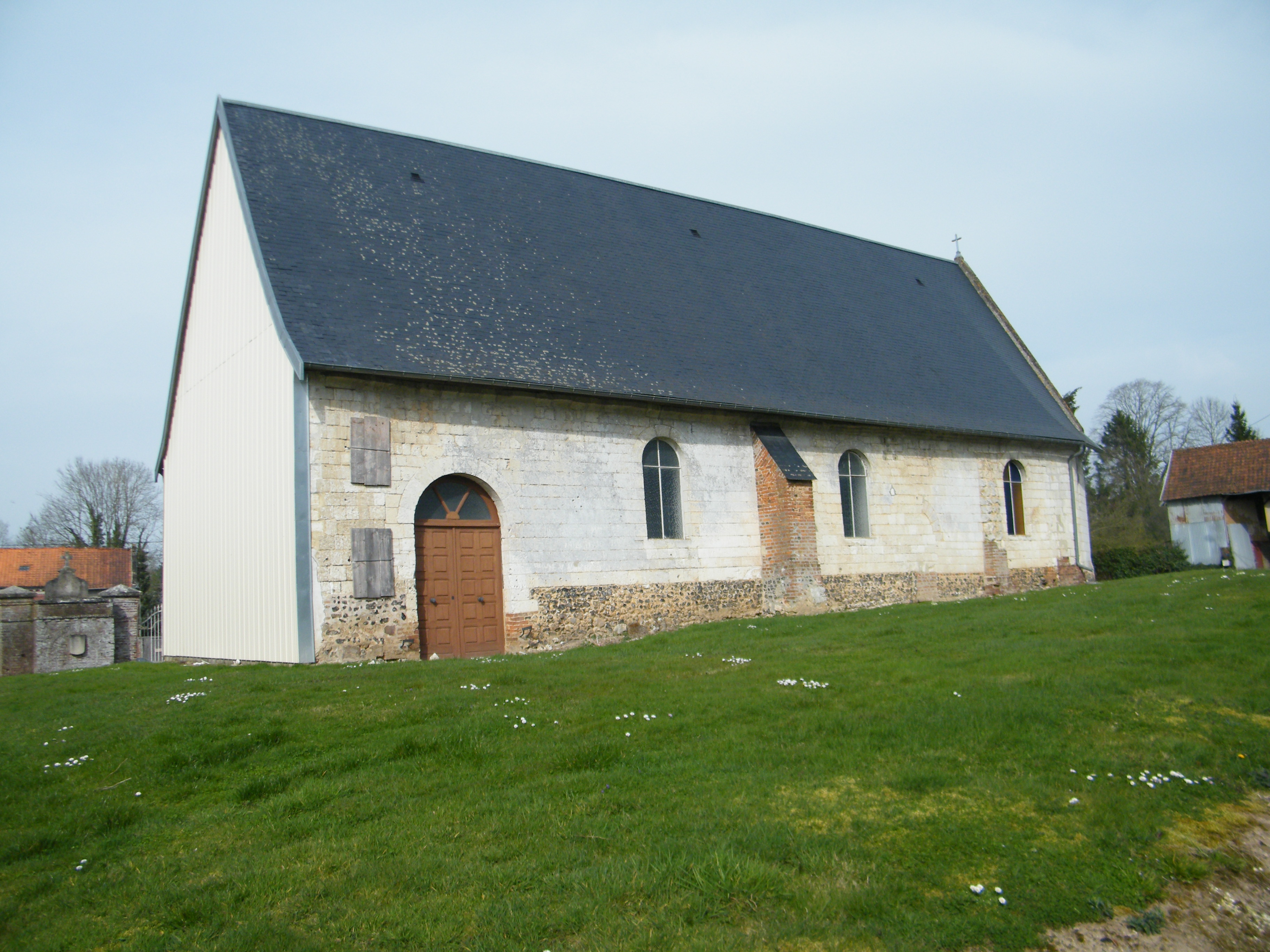
Turmlose Kirche Saint-Lô in Longvillers
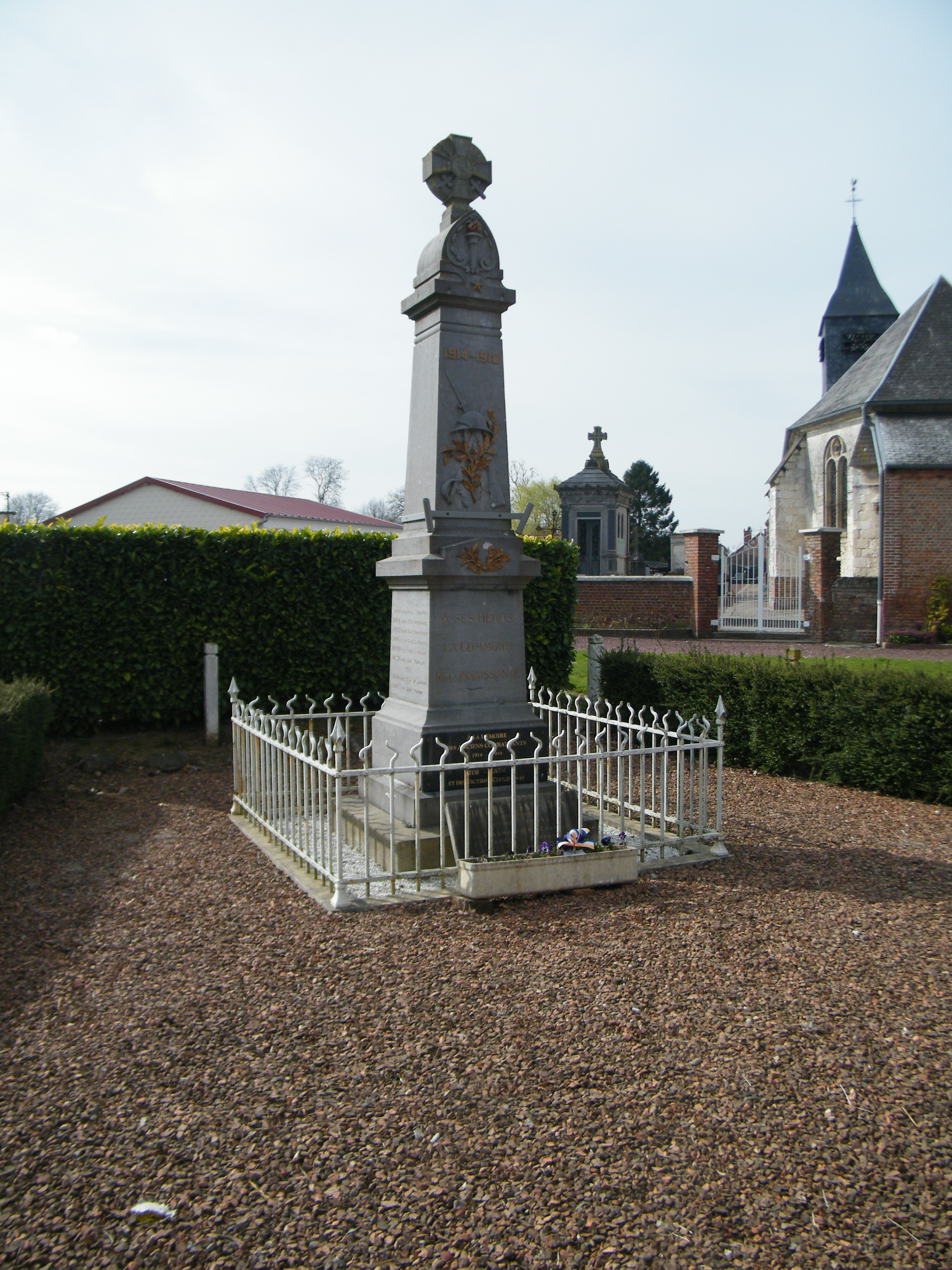
Kriegerdenkmal in Domléger
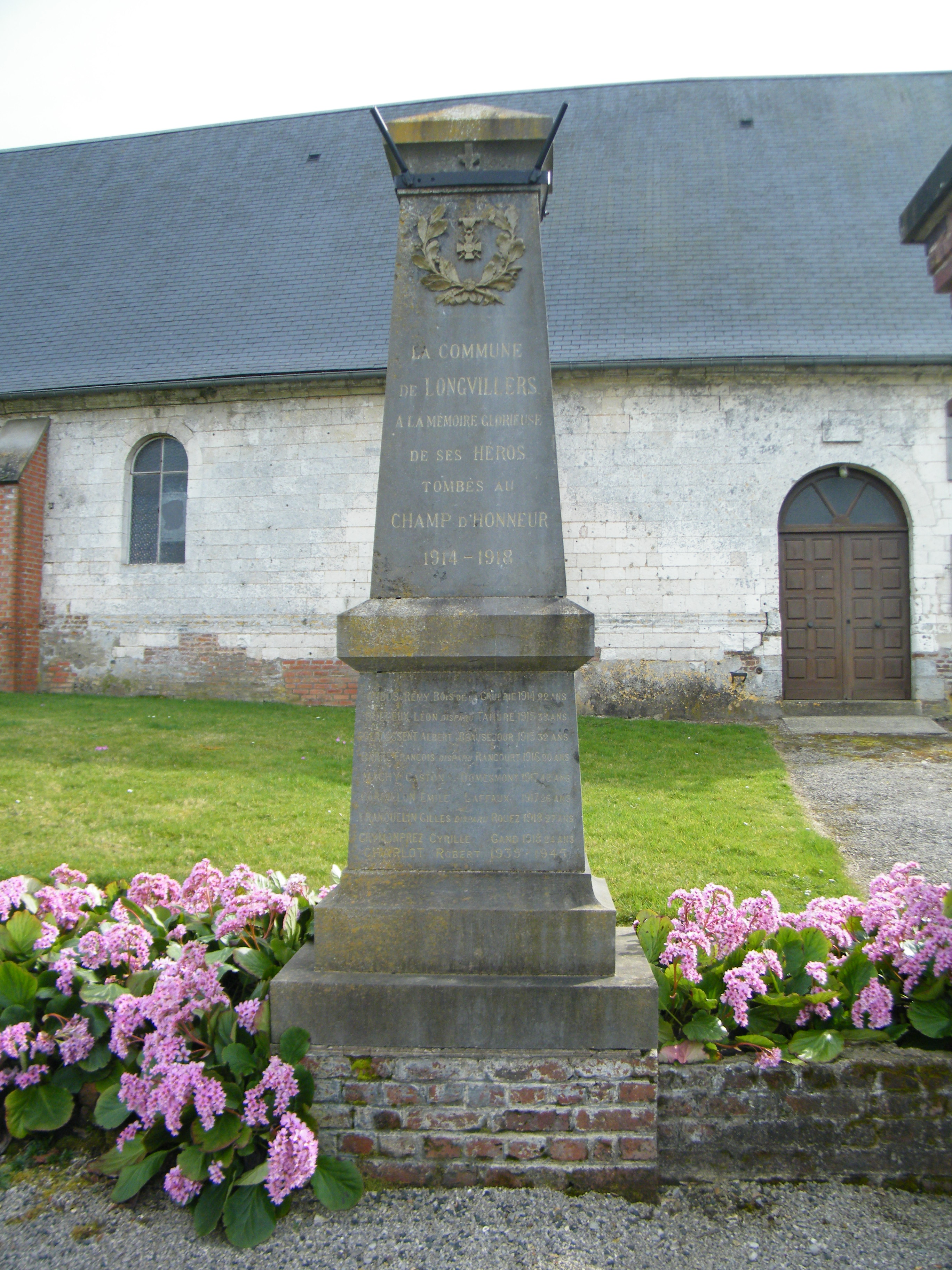
Kriegerdenkmal in Longvillers